# AUSA (empresa)

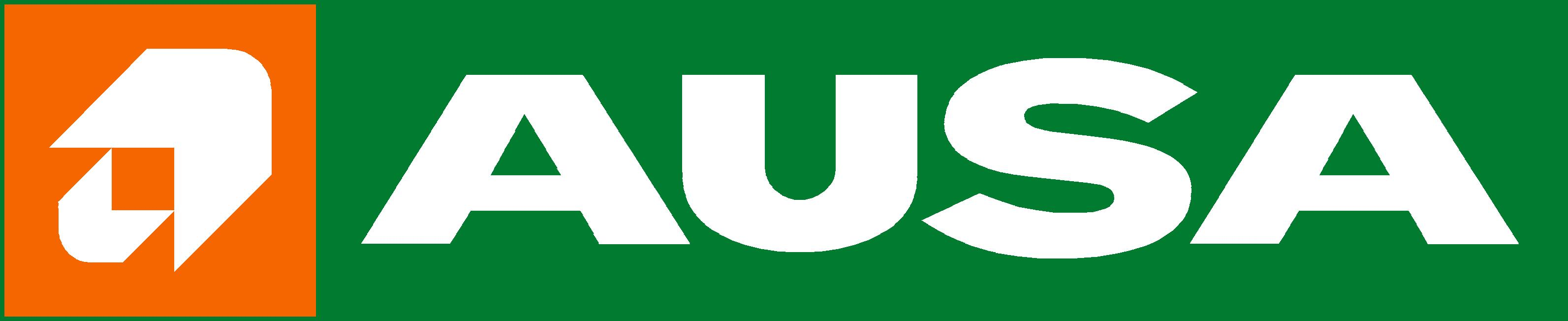
Logo AUSA

AUSA es una empresa fundada en 1956 especializada en el diseño, fabricación y comercialización de vehículos industriales compactos todoterreno (dumpers, carretillas y manipuladores telescópicos). Principalmente para los sectores de la construcción y la manipulación de materiales industriales y agrícolas. Desde su fundación dispone de su sede central en Manresa (Barcelona), desde donde se producen el 100% de sus vehículos, y dispone de filiales en Madrid, Perpiñán (Francia), Reino Unido, Alemania, Carolina del Sur (Estados Unidos) y China.
Su planta de producción tiene una capacidad máxima de 12.000 vehículos anuales, siendo un 70% de ellos exportados a mercados internacionales.

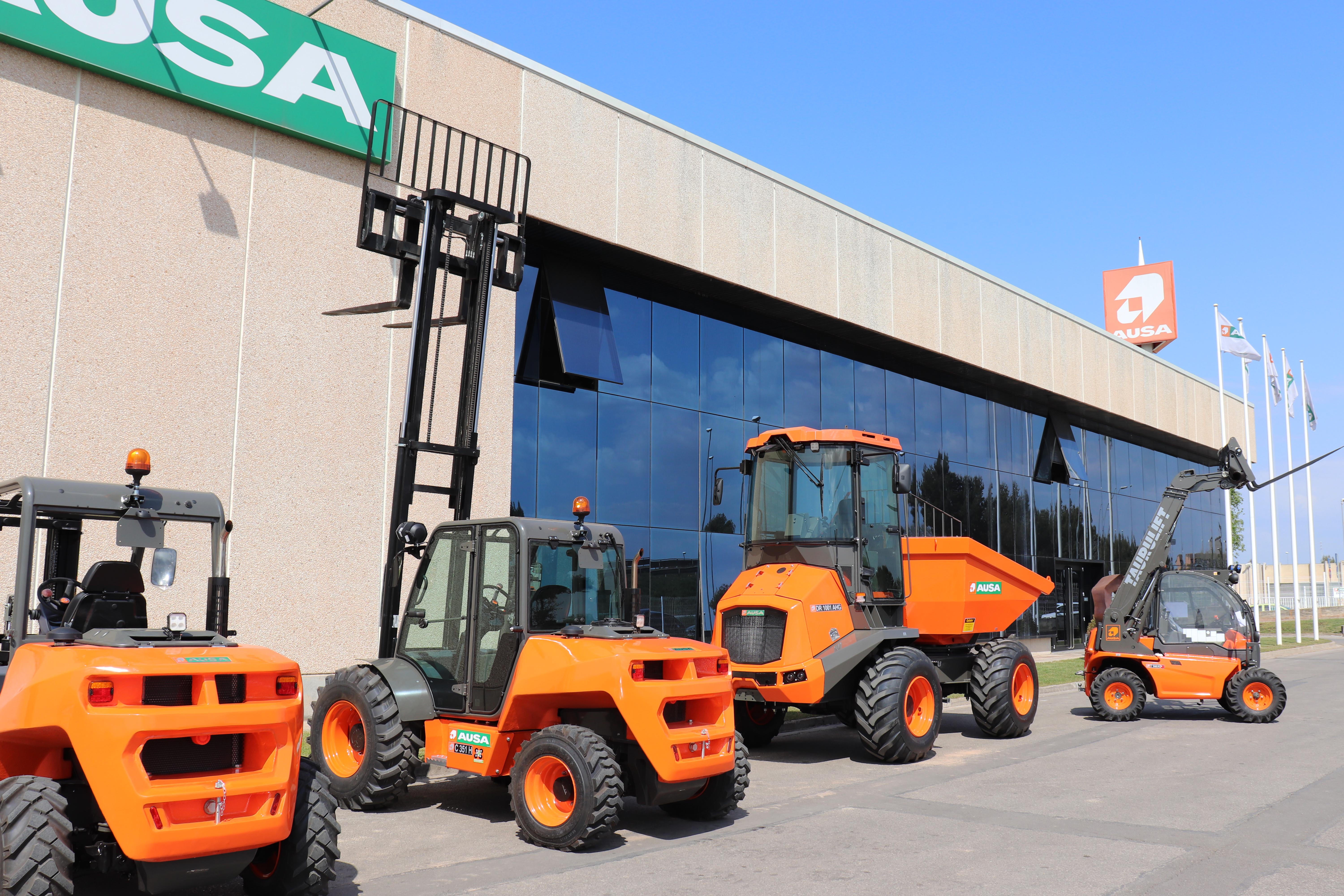
Sede central de AUSA en Manresa, Barcelona

## Historia

### Los inicios
- 1956. El nacimiento de la marca: La marca fue fundada por Maurici Perramon, Antoni Tachó, Guillem Tachó y Josep Vila con el nombre Automóviles Utilitarios Sociedad Anónima con el objetivo de crear una organización para fabricar un micro coche: el PTV, un tipo de vehículo de dimensiones muy reducidas y muy popular en aquella época que recibe este nombre por las iniciales de los apellidos de los fundadores de la marca.
- 1961. De micro coches a dumpers: Después de vender 1.100 unidades y con la aparición de nuevos competidores de grandes dimensiones, se decide reinventar el negocio y empezar a producir dumpers para la construcción. Unos vehículos todoterreno que disponen de una tolva en la parte anterior para realizar movimientos de tierra. Este nuevo producto gana popularidad entre la sociedad española y se empieza a llamar a estos vehículos “un ausa” como término genérico.
- 1967. La primera carretilla todoterreno: Años más tarde, la marca decide ampliar la gama de productos y crea su primera carretilla todoterreno destinada a los sectores de la construcción y agrícola, la CE 800, con una capacidad de elevación de 800 kg.

### Expansión de mercados
- 1969. Inicio del proceso de internacionalización: En un momento de fuerte crecimiento de AUSA y con el objetivo de expandir su negocio más allá de las fronteras estatales para evitar la dependencia de un solo mercado, la compañía inicia su proceso de internacionalización y abre su primera filial en Perpiñán (Francia).
- 1977. Apertura del negocio a nuevos continentes: Aprovechando la buena acogida de sus vehículos en Europa, la marca empieza a comercializar sus productos en África y Suramérica, territorios en los que por proximidad geográfica o cultural son sencillos de operar.
- 1988. Consolidando su presencia europea: La compañía establece su primera filial en el Reino Unido, país donde el dumper es un tipo de producto muy popular. Alrededor de estos años, AUSA empieza a tener presencia en las principales ferias del sector.[3]
- 2002. Nueva filial en Alemania: El importante crecimiento de la empresa en Europa central y del este y las buenas previsiones económicas en el sector de la construcción se traducen en la creación de una nueva filial en Alemania, desde donde se da apoyo comercial y posventa a todos los países de la zona.[3]

### Consolidación internacional
- 2008. Nueva gama de producto: Después de una larga experiencia diseñando y comercializando dumpers y carretillas todoterreno, se decide añadir una nueva gama de producto al catálogo de la marca: el manipulador telescópico. Un vehículo todoterreno que dispone de un brazo telescópico lateral para cargar y mover materiales en entornos de construcción y agricultura.
- 2017. Pedido récord: Se cierra un acuerdo para suministrar 500 vehículos AUSA  a la mayor empresa alquiladora de Europa, lo que representa el mayor pedido único de vehículos de la marca.[1]
- 2018-2020. Renovación de las tres gamas de producto: Lanzamiento de nuevos modelos de dumpers, carretillas todoterreno y telescópicos con un nuevo diseño y que equipan elementos tecnológicos avanzados, motores de bajas emisiones y nuevos elementos de seguridad.[4][5][6]
- 2020. Alianza con JLG para la fabricación de telescópicos: Acuerdo con JLG, marca líder mundial en maquinaria de elevación, para la fabricación de telescópicos ultra compactos para su catálogo de productos en Estados Unidos.[7]
- 2022. Lanzamiento de la gama eléctrica: Se presentan los dos primeros vehículos eléctricos de la marca: el dumper D151AEG y el manipulador telescópico T164E. Ambos equipan baterías de iones de litio. Con este paso, AUSA realiza un nuevo paso para combatir el cambio climático y para acercarse a un mundo más eficiente, limpio de emisiones y ecológico.[8]